# Pierre Desiré Zebli
Pierre Desiré Zebli (Dabou, 12 giugno 1997) è un calciatore ivoriano, centrocampista svincolato.

## Caratteristiche tecniche
È un mediano in possesso di una discreta visione di gioco, a cui abbina doti da incontrista.

## Carriera

### Club
Muove i suoi primi passi nelle giovanili del Bastia, prima di approdare all'Inter nel 2012. Il 30 luglio 2014 passa in prestito al Perugia. Esordisce in Serie B il 7 settembre contro il Bari, sostituendo Nicolò Fazzi nei minuti di recupero. Il 14 agosto 2015 viene acquistato a titolo definitivo dalla società umbra. Il 31 gennaio 2017 passa al Genk in cambio di 4 milioni di euro, firmando un contratto valido fino al 2021.
Il 7 agosto 2018 passa in prestito con diritto di riscatto all'Ascoli, in Serie B. Dopo aver subito due interventi all'occhio destro a causa del distacco della retina, il 25 gennaio 2019 le due società si accordano per la risoluzione del prestito. Il 18 settembre 2021 viene ingaggiato dal Cattolica, in Serie D.
Il 29 gennaio 2022 si accorda con il Carsko Selo, nel campionato bulgaro. Il 17 giugno firma un triennale con la Lokomotiv Plovdiv.

### Nazionale
Nel 2016 ha giocato una partita nella nazionale ivoriana Under-20.

## Statistiche

### Presenze e reti nei club
Statistiche aggiornate al 2 marzo 2024.
| Stagione                 | Squadra                  | Campionato               | Campionato | Campionato | Coppe nazionali | Coppe nazionali | Coppe nazionali | Coppe continentali | Coppe continentali | Coppe continentali | Altre coppe | Altre coppe | Altre coppe | Totale | Totale | Totale |
| Stagione                 | Squadra                  | Comp                     | Pres       | Reti       | Comp            | Pres            | Reti            | Comp               | Pres               | Reti               | Comp        | Pres        | Reti        | Pres   | Reti   |        |
| ------------------------ | ------------------------ | ------------------------ | ---------- | ---------- | --------------- | --------------- | --------------- | ------------------ | ------------------ | ------------------ | ----------- | ----------- | ----------- | ------ | ------ | ------ |
| 2014-2015                | Perugia                  | B                        | 1          | 0          | CI              | 0               | 0               | -                  | -                  | -                  | -           | -           | -           | 1      | 0      |        |
| 2015-2016                | Perugia                  | B                        | 28         | 0          | CI              | 0               | 0               | -                  | -                  | -                  | -           | -           | -           | 28     | 0      |        |
| 2016-gen. 2017           | Perugia                  | B                        | 20         | 0          | CI              | 2               | 0               | -                  | -                  | -                  | -           | -           | -           | 22     | 0      |        |
| Totale Perugia           | Totale Perugia           | Totale Perugia           | 49         | 0          |                 | 2               | 0               |                    | -                  | -                  |             | -           | -           | 51     | 0      |        |
| gen.-giu. 2017           | Genk                     | D1                       | 0          | 0          | CB              | -               | -               | UEL                | 0                  | 0                  | -           | -           | -           | 0      | 0      |        |
| 2017-2018                | Genk                     | D1                       | 0          | 0          | CB              | 0               | 0               | -                  | -                  | -                  | -           | -           | -           | 0      | 0      |        |
| 2018-gen. 2019           | Ascoli                   | B                        | 3          | 0          | CI              | 0               | 0               | -                  | -                  | -                  | -           | -           | -           | 3      | 0      |        |
| gen.-giu. 2019           | Genk                     | D1                       | 0          | 0          | CB              | -               | -               | UEL                | 0                  | 0                  | -           | -           | -           | 0      | 0      |        |
| 2019-2020                | Genk                     | D1                       | 0          | 0          | CB              | 0               | 0               | UCL                | 0                  | 0                  | SB          | 0           | 0           | 0      | 0      |        |
| 2020-2021                | Genk                     | D1                       | 0          | 0          | CB              | -               | -               | -                  | -                  | -                  | -           | -           | -           | 0      | 0      |        |
| Totale Genk              | Totale Genk              | Totale Genk              | 0          | 0          |                 | 0               | 0               |                    | 0                  | 0                  |             | 0           | 0           | 0      | 0      |        |
| 2021-gen. 2022           | Cattolica                | D                        | 11         | 0          | CI-D            | 0               | 0               | -                  | -                  | -                  | -           | -           | -           | 11     | 0      |        |
| gen.-giu. 2022           | Carsko Selo              | A-PFG                    | 7+4        | 0          | CB              | -               | -               | -                  | -                  | -                  | -           | -           | -           | 11     | 0      |        |
| 2022-2023                | Lokomotiv Plovdiv        | A-PFG                    | 27+4       | 0          | CB              | 2               | 0               | -                  | -                  | -                  | -           | -           | -           | 33     | 0      |        |
| ago. 2023                | Lokomotiv Plovdiv        | A-PFG                    | 2          | 1          | CB              | 0               | 0               | -                  | -                  | -                  | -           | -           | -           | 2      | 1      |        |
| Totale Lokomotiv Plovdiv | Totale Lokomotiv Plovdiv | Totale Lokomotiv Plovdiv | 33         | 1          |                 | 2               | 0               |                    | -                  | -                  |             | -           | -           | 35     | 1      |        |
| 2023-2024                | Zirə                     | PL                       | 22         | 0          | CA              | 3               | 0               | -                  | -                  | -                  | -           | -           | -           | 25     | 0      |        |
| Totale carriera          | Totale carriera          | Totale carriera          | 129        | 1          |                 | 7               | 0               |                    | 0                  | 0                  |             | 0           | 0           | 136    | 1      |        |